# Finyl Vinyl
Finyl Vinyl — двойной концертно-студийный альбом рок-группы Rainbow, вышедший в 1986 году.

## Об альбоме
Finyl Vinyl — альбом состоящий из концертных выступлений и студийных треков, не попавших на диски группы.
В альбоме было ошибочно указано, что на ударных в «Weiss Heim» играл Бобби Рондинелли, в то время как на самом деле там играл Кози Пауэлл.
«Difficult to Cure» записана на последнем выступлении группы в Японии в 1984 году при участии оркестра.

## Список композиций
1. «Spotlight Kid» (Ричи Блэкмор, Роджер Гловер) — 6:03 - Токио 1984 (Live)
2. «I Surrender» (Russ Ballard) — 5:43- Tokyo 1984 (Live)
3. «MISS Mistreated» (Джо Лин Тёрнер, Ричи Блэкмор, David Rosenthal) — 4:21- Tokyo 1984 (Live)
4. «Street of Dreams» (Джо Лин Тёрнер, Ричи Блэкмор) — 4:54- Tokyo 1984 (Live)
5. «Jealous Lover» (Джо Лин Тёрнер, Ричи Блэкмор) — 3:10 - studio recording, 1981/ B-side of Can’t Happen Here single.
6. «Can’t Happen Here» (Ричи Блэкмор, Роджер Гловер) — 4:14 - Nassau, 1981 (Live)(actually from Boston, 1981)
7. «Tearin' Out My Heart» (Джо Лин Тёрнер, Ричи Блэкмор, Роджер Гловер) — 8:05 - San Antonio, 1982 (Live)
8. «Since You Been Gone» (Ballard) — 3:47 - Monsters Of Rock Festival, Castle Donington, England 1980 (Live)
9. «Bad Girl» (Ричи Блэкмор, Роджер Гловер) — 4:51- Outtake/ B-side of Since You Been Gone single
10. «Difficult to Cure» (Ludwig van Beethoven; rearranged by Ричи Блэкмор, Роджер Гловер, Дон Эйри) — 11:15 - Токyо 1984 (Live)
11. «Stone Cold» (Джо Лин Тёрнер, Ричи Блэкмор, Роджер Гловер) — 4:28 - San Antonio, 1982 (Live)
12. «Power» (Джо Лин Тёрнер, Ричи Блэкмор, Роджер Гловер) — 4:25 - San Antonio, 1982 (Live)
13. «Man on the Silver Mountain» (Ронни Джеймс Дио, Ричи Блэкмор) — 8:16 - Atlanta, 1978 (Live)
14. «Long Live Rock ’n’ Roll» (Ронни Джеймс Дио, Ричи Блэкмор) — 7:08 - Atlanta, 1978 (Live)
15. «Weiss Heim» (Ричи Блэкмор) — 5:15 - Outtake/ B-side of All Night Long single

## Участники записи
- Вокал: Джо Лин Тёрнер (1-7,11,12) , Graham Bonnet (8,9), Ронни Джеймс Дио (13,14)
- Гитара: Ричи Блэкмор
- Бас-гитара: Роджер Гловер (1-12,15), Bob Daisley (13,14)
- Ударные: Chuck Burgi (1,2,3,4,10), Бобби Рондинелли (5,6,7,11,12), Кози Пауэлл (8,9,13,14,15)
- Клавишные: David Rosenthal (1,2,3,4,7,10,11,12), Дон Эйри (5,6,8,9,15), Дэвид Стоун (13,14)
- Бэк-вокал: Lin Robinson и Dee Beale (1-7, 11, 12)